# أولاد اعزيز (تافرانت)
أولاد اعزيز هي إحدى مشيخات المملكة المغربية، تتبع جغرافيا لإقليم تاونات وإداريًا لتافرانت. يقدر عدد سكانها بـ 4238 نسمة حسب الإحصاء الرسمي للسكان والسكنى لسنة 2004.